# Guerra ruso-turca (1686-1700)
La guerra ruso-turca de 1686-1700 fue parte del esfuerzo conjunto europeo para enfrentar al Imperio otomano. El conflicto a nivel europeo fue conocido como la Gran Guerra Turca.
La Guerra ruso-turca empezó luego de que el Zarato de Rusia se uniera a la coalición antiturca (Imperio Austríaco, Polonia-Lituania, Venecia) en 1686. Durante la guerra, el ejército ruso organizó las campañas de Crimea de 1687 y 1689 y las campañas de Azov en 1695 y 1696.
En vista de las preparaciones de Rusia para la guerra contra Suecia y otros países que firmaron el Tratado de Karlowitz con el Imperio otomano en 1699, el gobierno ruso firmó el de Constantinopla en 1700. 
El tratado puso fin a la guerra, cedió Azov y la fortaleza de Taganrog a Rusia, afirmó los derechos de peregrinaje rusos a tierra santa, estableció una base diplomática rusa en Constantinopla, y aseguró el regreso de todos los prisioneros de guerra. 
El zar se comprometió a que sus aliados, los Cosacos, no atacarían a los otomanos. El sultán dijo que sus aliados, los Tártaros de Crimea, no lo harían con los rusos.
- Datos: Q829104
- Multimedia: Russo-Turkish Wars / Q829104